# Janské Lázně
Janské Lázně é uma cidade checa localizada na região de Hradec Králové, distrito de Trutnov‎.